# Чарлстон (Западна Вирџинија)
Чарлстон (енгл. Charleston) град је у САД у савезној држави Западна Вирџинија и њен главни град. По подацима из 2010. године у граду је живело 54.000 становника.

## Географија
Чарлстон се налази на надморској висини од 182 m.

## Демографија
По попису из 2010. године број становника је 51.400, што је 2.021 (-3,8 %) становника мање него 2000. године.
|                   | 2010.           | 2000.           |
| Укупно            | 51 400 (100,0%) | 53 421 (100,0%) |
| Белци             | 39 900 (77,63%) | 42 810 (80,14%) |
| Афроамериканци    | 7 965 (15,50%)  | 8 048 (15,07%)  |
| Остали            | 1 660 (3,230%)  | 1 152 (2,156%)  |
| Азијати           | 1 181 (2,298%)  | 979 (1,833%)    |
| Хиспаноамериканци | 694 (1,350%)    | 432 (0,809%)    |